# Juan Nicolás Böhl de Faber
Juan Nicolás Böhl de Faber, nacido Johann Nikolaus Böhl und Lütkens (Hamburgo, 9 de diciembre de 1770-Cádiz, 9 de noviembre de 1836) fue un hispanista alemán afincado en España, personaje de relevancia para el Romanticismo español; concretamente, para el redescubrimiento del teatro del Siglo de Oro y, en particular, de Calderón de la Barca. Fue padre de la novelista Cecilia Böhl de Faber (Fernán Caballero) y esposo de Frasquita Larrea. 

## Biografía
Nacido Johann Nikolaus Böhl und Lütkens el 9 de diciembre de 1770 en Hamburgo, en el seno de una familia de la alta burguesía mercantil. Huérfanos de padre, su hermano Amadeo y él son instruidos por Joachim Heinrich Campe. En 1784 es enviado a Inglaterra, para perfeccionar su inglés. Poco después se estableció en Cádiz, donde fue cónsul de Federico Guillermo III de Prusia y apoderado general de las bodegas que en el Puerto de Santa María, tenían Sir James Duff y su sobrino William Gordon, ya que entre este puerto y Hamburgo había importantes relaciones comerciales.
En Cádiz en 1790 conoció a  Francisca Javiera Ruiz de Larrea y Aherán Moloney, (Frasquita Larrea, 1775-1838), una culta dama ultracatólica, hija de español e irlandesa, que se había criado gran parte de su vida en Inglaterra y Francia, y dominaba varios idiomas con soltura, leía a Shakespeare, conocía el pensamiento de Kant y Descartes, leía a Madame de Staël y mantenía como lectura de cabecera las obras de la feminista Mary Wollstonecraft. La pareja se casa el 1 de febrero de 1796 y se instala en Suiza junto al lago Lemán, en Morges, en el cantón de Vaud, lugar donde nacería su primogénita, la novelista Cecilia (1796).
De vuelta a España en 1797, tendrán tres hijos más  Aurora (1800), Juan Jacobo (1801) y Ángela (1803). Los siguientes años se repartirán entre estancias en Cádiz, a la que animan culturalmente abriendo sus primeras tertulias.
Tras el fallecimiento de su hermano Amadeo, y la inestabilidad en la Europa napoleónica, en 1805, el matrimonio realiza su segundo viaje a Alemania, junto a sus hijos Cecilia y Juan Jacobo. Su padrastro Martin Jak. Faber, le adopta legalmente en 1806, para que lleve su apellido, cambiando también el de sus hijos. Sin embargo Frasquita que no logra adaptarse a Alemania, y se develan las primeras desavenencias conyugales, finalmente Frasquita vuelve a España, de modo que atravesó sola la trágica experiencia de la Guerra de la Independencia con sus hijas pequeñas en su casa de Chiclana.
En 1813, después de la guerra, Juan Nicolás y su hija Celicia regresan a España, y la familia se reunirá en Cádiz. Juan Nicolás se reconcilia con su esposa y se convierte al catolicismo. Establecido difinitivamente en España, durante los siguientes años publicó ensayos sobre Lope de Vega y Pedro Calderón de la Barca, así como una colección de romances y poesías populares.
Juan Nicolás fallece el 9 de noviembre de 1836 en Cádiz.

## Su importancia
Su hispanofilia le indujo a coleccionar literatura española y a acumular una importante biblioteca; en sus viajes a Alemania asimila la estética de los hermanos August Wilhelm Schlegel y Friedrich Schlegel sobre arte, literatura y, en particular, sobre Pedro Calderón de la Barca; de hecho, los Schlegel, junto con su hermana Dorothea, habían traducido sus obras al alemán.
En 1814 publica, en El Mercurio Gaditano, un artículo titulado «Reflexiones de Schlegel sobre el teatro traducidas del alemán». Las Reflexiones presentan un resumen de las ideas de August Wilhelm Schlegel sobre el teatro español e inglés, tal como las expresa en sus conferencias Sobre el arte dramático y la literatura (1809-11). En ellas, el Romanticismo se identificaba con el absolutismo y debía ser una vuelta al pensamiento tradicional y católico. Hay una condena total a la Ilustración y una exaltación del carácter nacional español. El teatro calderoniano se convierte en símbolo del espíritu español y su rechazo supone antipatriotismo.
El entonces ilustrado y neoclásico José Joaquín de Mora le contesta que si hay algo deplorable en España es la época de Calderón, donde el mal gusto fue general; eso hizo estallar la polémica, que se reanudó en periódicos de Madrid. Böhl de Faber publicó entre 1818 y 1819 en el Diario Mercantil Gaditano una serie de artículos en los que defendía el teatro español del Siglo de Oro, tan atacado por el Neoclasicismo español, que rechazaba en él no solo el estilo, sino la ideología reaccionaria y tradicionalista que representaba.
Autores liberales que luego serían fervorosos románticos, como José Joaquín de Mora y Antonio Alcalá Galiano, se le enfrentaron en una dura polémica. Sin embargo, las ideas de Mora atacan sobre todo la actitud beligerante a favor de Calderón de la esposa de Faber, Frasquita Larrea, que tenía una tertulia ultracatólica en Cádiz. Por otra parte, el alemán era partidario de Fernando VII y Mora y Alcalá Galiano eran liberales, lo que motivó más disputas, y la polémica pasó a ser atizada por enconos personales.
Sin embargo, la labor divulgadora del Romanticismo tradicionalista por parte de Böhl de Faber, un publicista muy activo, se va extendiendo y publica artículos sobre la poesía inglesa que ya derivaba al Romanticismo. 
Después del Trienio Constitucional (1820-1823), Mora y Alcalá Galiano salen de España con otros liberales emigrados; para entonces y para poder combatir mejor a Böhl de Faber, ya habían estudiado las teorías de August Wilhelm Schlegel sobre el Romancero y el teatro del Siglo de Oro que Juan Nicolás estaba divulgando.
Por ese motivo, se dice que gracias a Juan Nicolás Böhl de Faber se introdujo la semilla del Romanticismo en España. Fue uno de los precursores porque la primera vez que aparece la palabra romántico, con el significado que hoy tiene de «novelesco», es en el periódico madrileño editado por Mora Crónica Científica y Literaria el 26 de junio de 1818. Böhl intentaba asociar cristianismo con Romanticismo y mantenía que este movimiento se había dado ya en la Edad Media española y el Neoclasicismo constituía una interrupción anómala de la verdadera y autóctona tradición cultural hispánica.

## Obras
- Pasatiempo crítico en que se ventilan los méritos de Calderón y el talento de su detractor en la Crónica Científica y Literaria de Madrid. Cádiz, c. 1818.
- Vindicaciones de Calderón y del teatro antiguo español contra los afrancesados en literatura. Cádiz : Imp. Carreño, 1820.[2]
- Floresta de rimas antiguas castellanas, ordenadas por Juan Nicolás Böhl de Faber. Hamburgo: Librería de Perthes y Besser, vol. I, 1821; vol. II, 1823; vol. III, 1825.
- Teatro español anterior a Lope de Vega. Hamburgo, 1832.